# 本多延嘉
本多延嘉（日语：／；1934年2月6日—1975年3月14日）是日本的一个新左翼活动家，为革命的共产主义者同盟全国委员会（中核派）的创始人和长期领袖。他出生于東京府东京市神田区神田和泉町（今属东京都千代田区）。1953年，考入早稻田大学；1958年，退学。1975年，在埼玉縣川口市被日本革命的共产主义者同盟革命的马克思主义派（革马派）成员暗杀（史称“中核派书记长内斗杀人事件”），终年41岁。